# Konvext hölje
Inom matematiken är ett konvext hölje av X den minsta konvexa mängden som innehåller X. I två dimensioner kan man populärt se det konvexa höljet som ett gummiband som dras åt kring X, och i tre dimensioner som en elastisk boll som drar sig samman så mycket som möjligt kring X utan att bilda konkaviteter. Begreppet konvext hölje kan generaliseras från euklidiska rum till reella och komplexa vektorrum. 

## Definitioner
Det komplexa höljet för en mängd X kan definieras på flera sätt:
1. Den minsta konvexa mängden  som innehåller X.
2. Snittet av alla konvexa mängder  som innehåller X.
3. Mängden av alla konvexkombinationer av punkter i X.
4. Unionen av alla simplex med hörn i X.